# Elizabeth Ferris (Wasserspringerin)

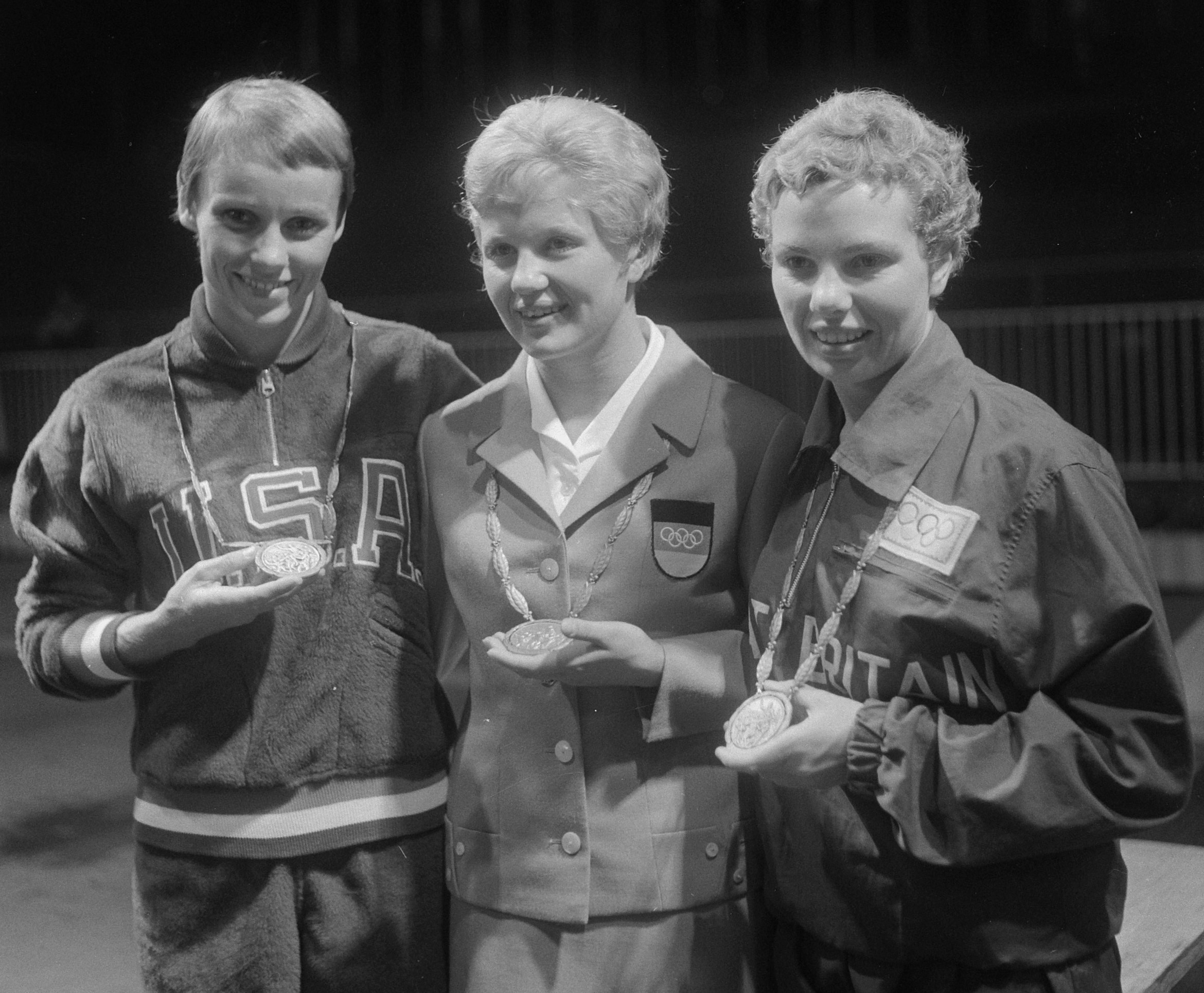
Von links nach rechts: Paula Pope, Ingrid Krämer und Elizabeth Ferris 1960 in Rom

Elizabeth „Liz“ Anne Esther Ferris (* 19. November 1940 in Bridgwater; † 12. April 2012 in London) war eine britische Wasserspringerin. Sie gewann eine olympische Bronzemedaille.

## Karriere
Elizabeth Ferris gewann 1957 ihren ersten britischen Meistertitel. Bei den British Empire and Commonwealth Games 1958 in Cardiff gewann sie die Bronzemedaille vom Drei-Meter-Brett hinter ihrer Landsfrau Charmian Welsh und der Kanadierin Irene MacDonald. 1960 bei den Olympischen Spielen in Rom lag sie nach der Qualifikation vom Drei-Meter-Brett auf dem dritten Platz hinter Ingrid Krämer aus der DDR und Paula Pope aus den Vereinigten Staaten, hatte allerdings nur 0,02 Punkte Vorsprung vor Ninel Krutowa aus der Sowjetunion. Nach dem Halbfinale lag Ingrid Krämer vor Ninel Krutowa, Irene MacDonald, Paula Pope und Elizabeth Ferris. Im Finale wurde die Bewertung von drei Sprüngen zu der bisherigen Summe aus Vorkampf und Halbfinale addiert. Während Ingrid Krämer über alle Durchgänge hinweg immer ihre Führung ausbauen konnte, sprangen Pope und Ferris wieder nach vorn und erhielten die Silber- und Bronzemedaille, während Krutowa und MacDonald noch hinter Patsy Willard, die zweite Springerin aus den Vereinigten Staaten, zurückfielen. Bei der Sommer-Universiade 1961 in Sofia gewann Elizabeth Ferris sowohl im Springen vom Drei-Meter-Brett als auch vom Zehn-Meter-Turm. Bei den British Empire and Commonwealth Games 1962 in Perth siegte die Australierin Susan Knight vor Elizabeth Ferris im Springen vom Drei-Meter-Brett.
1962 beendete Ferris ihre Karriere als Leistungssportlerin. 1965 schloss sie ihr Studium an der Middlesex Hospital Medical School ab. Danach arbeitete sie als Ärztin und speziell als Akupunkturistin. 1976 fand eine erste Konferenz des IOC zum Thema Frauen im Sport statt, an der auch Ferris teilnahm. Fortan war sie immer wieder an Veranstaltungen zu diesem Thema beteiligt. Sie war außerdem engagiert in der World Olympians Association und im British Olympians Club.